# Borg
 For alternative betydninger, se Borg (flertydig). (Se også artikler, som begynder med Borg)
En borg er en type befæstet struktur, som blev bygget i middelalderen primært af adelen eller kongehuset samt af ridderordener. Forskere betragter normalt en borg som en privat befæstet bolig for en herre eller adelsmand. Dette adskiller sig fra en herregård, et palads eller en villa, hvis formål udelukkende var til fornøjelse (eng. pleasance) og som ikke primært var forsvarsværker, selvom de godt kan være befæstede.
Brugen af begrebet har varieret over tid og er nogle gange også blevet anvendt om strukturer som voldsteder og hjem fra 1800- og 1900-tallet, der var bygget til at ligne borge. I løbet af middelalderen, hvor egentlige borge blev bygget, antog de mange forskellige former og egenskaber, selvom nogle, såsom ringmure, skydeskår og faldgitter, var almindelige.
Borge i europæisk stil opstod i 800- og 900-tallet efter Det Carolingske Rige fald, hvilket førte til, at dets territorium blev opdelt mellem individuelle hertuger og fyrster. Disse adelige byggede borge for at kontrollere det omkringliggende område, og borgene fungerede både offensivt og defensivt: de udgjorde en base, hvorfra man kunne iværksætte plyndringstogter, samtidig med at de tilbød beskyttelse mod fjender. Selvom deres militære oprindelse ofte fremhæves i borgforskning, fungerede disse bygninger også som administrative centre og magtsymboler. Borge i byområder blev brugt til at kontrollere den lokale befolkning og vigtige færdselsårer, mens borge på landet ofte var placeret nær elementer, der var afgørende for lokalsamfundets liv, såsom møller, frugtbar jord eller en vandkilde.
Mange nordvesteuropæiske borge blev oprindeligt bygget af jord og træ, men fik senere deres forsvar udskiftet med sten. Tidlige borge udnyttede ofte naturlige forsvarsmekanismer og manglede træk som tårne og skydeskår, og de var i stedet afhængige af et centralt keep. I slutningen af 1100-tallet og 1200-tallet opstod en mere videnskabelig tilgang til borgforsvar. Dette førte til en udbredelse af tårne med fokus på flankerende beskydning. Mange nye borge fik en polygonal udformning eller benyttede koncentrisk forsvar – flere forsvarslag indeni hinanden, som alle kunne fungere samtidig og dermed maksimere borgens ildkraft. Disse ændringer i forsvarsarkitektur er blevet tilskrevet en blanding af borgteknologi fra korstogene, såsom koncentriske befæstninger, og inspiration fra tidligere forsvarsværker, såsom romerske forter. Ikke alle elementer i borgarkitekturen var dog militære; nogle, som fx voldgrave, udviklede sig fra deres oprindelige forsvarsformål til at blive symboler på magt. Nogle storslåede borge havde lange, snoede indgange, der var designet til at imponere og dominere landskabet.
Selvom krudtet blev introduceret i Europa i 1300-tallet, havde det ikke nogen væsentlig indflydelse på borgbyggeri før 1400-tallet, hvor artilleri blev kraftigt nok til at gennembryde stenmure. Borge blev stadig opført helt ind i 1500-tallet, men nye teknikker til at modstå forbedret kanonild gjorde dem ukomfortable og uønskede som boliger. Som følge heraf gik egentlige borge af mode og blev erstattet af artilleribefæstninger som stjernefæstninger, der ikke havde nogen civil administrativ funktion, og af châteauer eller landsteder, som ikke var til at forsvare. Fra 1700-tallet og fremvoksede en ny interesse for borge med opførelsen af kunstige borge som led i en romantisk genoplivning af gotisk arkitektur, men de havde ikke nogen militær funktion.

## Definition

### Etymologi
Det engelske ord for "borg"; Castle stammer fra det latinske ord castellum, som er en diminutiv form af ordet castrum, der betyder "befæstet sted". Det oldengelske castel, occitansk castel eller chastel, franske château, spanske castillo, portugisiske castelo, italienske castello og en række ord i andre sprog stammer, heriblandt det danske kastel også fra castellum. Ordet castle blev introduceret i engelsk kort før den normanniske erobring i 1066 for at betegne denne type bygning, som dengang var ny i England.

### Definerende karakteristika
I sin simpleste form er den definition af en borg, som accepteres blandt akademikere, "en privat befæstet bolig". Dette adskiller sig fra tidligere befæstninger som de angelsaksiske burher og byer med bymure såsom Konstantinopel og Antiokia i Mellemøsten; borge var ikke fælles forsvarsværker, men blev bygget og ejet af lokale feudale herrer, enten til sig selv eller til deres monark. Feudalisme var forbindelsen mellem en herre og hans vasal, hvor herren som modydelse for militærtjeneste og forventet loyalitet gav vasalen jord. I slutningen af 1900-tallet opstod en tendens til at præcisere definitionen af en borg ved at inkludere kriteriet om feudalt ejerskab og dermed knytte borge til middelalderen; dog afspejler dette ikke nødvendigvis den terminologi, der blev anvendt i middelalderen. Under det første korstog (1096–1099) stødte de frankiske hære på murede bosættelser og forter, som de uden skelnen kaldte borge, selvom disse ikke ville blive betragtet som sådanne efter moderne definition.
Borge tjente en række formål, hvoraf de vigtigste var militære, administrative og huslige. Ud over at være forsvarsanlæg fungerede borge også som offensive værktøjer, der kunne anvendes som base for operationer i fjendtligt territorium. Borge blev opført af de normanniske erobrere i England både med henblik på forsvar og for at pacificere befolkningen. Efterhånden som Vilhelm Erobreren rykkede frem gennem England, befæstede han nøglepositioner for at sikre det land, han havde erobret. Mellem 1066 og 1087 grundlagde han 36 borge, såsom Warwick Castle, som han brugte til at beskytte mod oprør i Midtengland.
Mod slutningen af middelalderen begyndte borge at miste deres militære betydning på grund af fremkomsten af kraftige kanoner og permanente artilleribefæstninger; som følge heraf blev borge i stigende grad brugt som boliger og symboler på magt. En borg kunne fungere både som fæstning og fængsel, men var også et sted, hvor en ridder eller herre kunne underholde sine ligemænd. Med tiden blev udseendet og størrelsen af borgen vigtigere, idet det begyndte at afspejle ejerens prestige og status. Komfortable hjem blev ofte indrettet inden for de befæstede mure. Selvom borge fortsat tilbød beskyttelse mod mindre mængder vold i senere perioder, blev de til sidst erstattet af herregårde som højstatusresidenser.

### Terminologi
Borg anvendes nogle gange som en samlebetegnelse for alle typer befæstninger og er derfor blevet misbrugt i teknisk forstand. Et eksempel på dette er Maiden Castle, som trods navnet er et jernalder-bakkefort med en helt anden oprindelse og funktion.
Selvom borg ikke er blevet en generel betegnelse for en herregård (som château på fransk og Schloss på tysk), indeholder mange herregårde ordet borg i deres navn, selvom de har få eller ingen arkitektoniske karakteristika heraf, som regel fordi ejerne ønskede at bevare en forbindelse til fortiden og betragtede ordet borg som et maskulint udtryk for deres magt. I forskningen accepteres borgen, som defineret ovenfor, generelt som et sammenhængende begreb, der opstod i Europa og senere spredte sig til dele af Mellemøsten, hvor de blev introduceret af europæiske korsfarere. Denne sammenhængende gruppe havde en fælles oprindelse, forholdt sig til en bestemt form for krigsførelse og udvekslede gensidige påvirkninger.
I forskellige dele af verden fandtes der analoge strukturer, som delte træk med befæstninger og andre definerende karakteristika forbundet med borgbegrebet, selvom de opstod i forskellige perioder og under forskellige omstændigheder og udviklede sig under indflydelse af forskellige faktorer. For eksempel havde shiro i Japan – beskrevet som borge af historikeren Stephen Turnbull – "en fuldstændig anderledes udviklingshistorie, blev bygget på en helt anden måde og var designet til at modstå angreb af en helt anden karakter". Hvor europæiske borge bygget fra slutningen af 1100-tallet og begyndelsen af 1200-tallet generelt var af sten, var shiro hovedsageligt trækonstruktioner helt frem til 1500-tallet.
I 1500-tallet, da japansk og europæisk kultur mødtes, var befæstningsteknikken i Europa kommet videre end borge og benyttede innovationer såsom den italienske trace italienne og stjerneforter.

## Almindelige træk

### Motte
En motte var en jordhøj med flad top. Den var ofte kunstig, men kunne nogle gange inkorporere et allerede eksisterende landskabselement. Udgravningen af jord til at danne højen efterlod en grøft omkring motten, kaldet en voldgrav (som kunne være enten våd eller tør). Selvom motten ofte forbindes med en bailey og tilsammen danner en motte-and-bailey-borg, var dette ikke altid tilfældet, og der findes eksempler på motter, der eksisterede alene.
"Motte" henviser udelukkende til højen, men den var ofte kronet af en befæstet struktur, såsom et keep, og den flade top ville være omgivet af en palisade. Det var almindeligt, at man nåede motten via en vindebro, som det ses i Bayeux-tapetets skildring af Château de Dinan. Nogle gange lå en motte over en ældre borg eller hal, hvis rum blev til underjordiske opbevaringsrum og fængsler under et nyt keep.

### Bailey
En bailey var en befæstet indhegning. Det var et almindeligt træk ved borge, og de fleste havde mindst én. Keepet på toppen af motten var residens for den person, der havde kommandoen over borgen, samt et sidste forsvarsværn, mens baileyen var hjem for resten af herrens husholdning og gav dem beskyttelse og indeholdt økonomibygninger. Kasernerne for garnisonen, stalde, værksteder og lagerbygninger fandtes ofte i baileyen. Vand blev leveret fra en brønd eller en cisterne. Med tiden flyttede fokus for beboelse af høj status fra keepet til baileyen; dette førte til etableringen af endnu en bailey, som adskilte bygninger af høj status – såsom herskabets gemakker og kapellet – fra de daglige faciliteter såsom værksteder og kaserner.
Fra slutningen af 100-tallet opstod en tendens blandt riddere til at flytte ud af de små huse, de tidligere havde boet i inden for baileyen, og i stedet bo i befæstede huse på landet. Selvom baileyen ofte forbindes med motte-and-bailey-typen af borge, kunne baileyer også forekomme som uafhængige forsvarsstrukturer. Disse simple befæstninger kaldtes ringværker. Enceinten var borgens primære forsvarsmur, og begreberne "bailey" og "enceinte" er nært forbundet. En borg kunne have flere baileyer, men kun én enceinte. Borge uden keep, som udelukkende baserede deres forsvar på de ydre volde, kaldes nogle gange enceinte-borge; disse var den tidligste form for borge, før keepet blev introduceret i 900-tallet.

### Keep
En keep var et stort tårn eller en anden bygning, der fungerede som hovedbolig i en borg og som regel det mest stærkt befæstede punkt, før introduktionen af koncentrisk forsvar. "Keep" var ikke en betegnelse, man brugte i middelalderen – udtrykket blev først taget i brug fra 1500-tallet – i stedet brugte man "donjon" om store tårne, eller turris på latin. I motte-and-bailey-borge lå keepen oven på motten. "Fangehul" (engelsk "dungeon") er en forvanskning af "donjon" og betyder et mørkt, uindbydende fængsel. Selvom keepet ofte var borgens stærkeste del og det sidste tilflugtssted, hvis de ydre forsvarsværker faldt, blev den ikke efterladt tom i tilfælde af angreb, men fungerede som bolig for den herre, der ejede borgen, eller for hans gæster eller repræsentanter.
I begyndelsen var dette kun almindeligt i England, hvor "erobrerne levede i en langvarig tilstand af alarm" efter normannernes invasion i 1066; andre steder boede lensherrens hustru i en separat bolig (domus, aula eller mansio på latin) tæt på keepen, og donjonen fungerede som kaserne og hovedkvarter. Efterhånden smeltede de to funktioner sammen i én bygning, og de øverste etager med beboelse fik store vinduer; derfor er det for mange bygningsværker vanskeligt at finde en passende betegnelse. De enorme indre rum, som man ser i mange bevarede keeps, kan være misvisende; de har oprindeligt været opdelt i flere rum med lette skillevægge, som i en moderne kontorbygning. Selv i nogle store borge var den store sal kun adskilt med en væg fra lensherrens kammer, hans soveværelse og til dels hans kontor.

## Ringmur
Ringmure var forsvarsmure, der omsluttede en bailey. De skulle være høje nok til at gøre det vanskeligt at bestige dem med stiger og tykke nok til at modstå bombardement fra belejringsmaskiner, som fra og med 1400-tallet også omfattede krudtbaseret artilleri. En typisk mur kunne være ca. 3 m tyk og ca 12m høj, selvom størrelserne varierede meget fra borg til borg. For at beskytte dem mod underminering blev ringemure nogle gange udstyret med en stensokkel ved deres fundament. Gange langs toppen af murene gjorde det muligt for forsvarerne at kaste og skyde projektiler ned over fjenderne nedenfor, og krenelering gav dem yderligere beskyttelse. Ringmure var forsynet med tårne, der muliggjorde forsvarerne at skyde på angribere langs muren. Skydeskår i murene blev ikke almindelige i Europa før i 1200-tallet, da man frygtede, at de kunne svække murenes styrke.

### Portbygning
Indgangen var ofte det svageste punkt i et forsvarsværk. For at afhjælpe dette blev portbygningen udviklet, hvilket gjorde det muligt for personer inde i borgen at kontrollere trafikken. I jord- og træborge var porten som regel det første element, der blev genopført i sten. Forsiden af porten var en blind vinkel, og for at modvirke dette blev fremspringende tårne tilføjet på hver side af porten i en stil, der lignede den, romerne havde udviklet. Portbygningen indeholdt en række forsvarsmekanismer for at gøre et direkte angreb vanskeligere end blot at bryde porten op. Typisk fandtes der en eller flere faldgitre – et gitter af træ forstærket med metal til at blokere passagen – samt skydeskår, der tillod forsvarerne at angribe fjenden. Passagen gennem portbygningen blev forlænget for at øge den tid, en angriber skulle opholde sig under beskydning i et snævert rum, uden mulighed for at slå igen.
Det er en udbredt myte, at mordhuller – åbninger i loftet af portpassagen – blev brugt til at hælde kogende olie eller smeltet bly ned over angribere; olie og bly var for dyre, og portbygningen lå for langt fra ildstedet til, at det var praktisk muligt. Denne metode var dog almindelig i mellemøstlige og middelhavsborge og -fæstninger, hvor sådanne ressourcer var mere tilgængelige. De blev sandsynligvis brugt til at kaste genstande ned på angribere eller til at hælde vand på brande for at slukke dem. Der var gjort plads på øverste etage af portbygningen til beboelse, så porten aldrig blev forladt uden bevogtning, selvom denne indretning senere blev mere komfortabel på bekostning af forsvarsevnen.
I løbet af 1200- og 1300-tallet blev barbicanen udviklet. Denne bestod af en vold, en grav og eventuelt et tårn foran portbygningen, som kunne bruges til yderligere at beskytte indgangen. Formålet med en barbican var ikke blot at skabe en ekstra forsvarslinje, men også at styre, hvordan man kunne nærme sig porten.

### Voldgrav
En voldgrav er en grav, der omgiver en borg – eller adskiller én del af en borg fra en anden – og den kunne enten være tør eller fyldt med vand. Dens formål var ofte af defensiv karakter, idet den forhindrede belejringsmaskiner i at nå murene og gjorde underminering vanskeligere, men den kunne også have en dekorativ funktion. Voldgrave med vand fandtes især i lavtliggende områder og blev som regel krydset af en vindebro, selvom disse ofte blev erstattet af stenbroer. Borganlægget ved 1200-talsborgen Caerphilly Castle i Wales dækker over 12 hektar, og voldgravene der – skabt ved at oversvømme dalen syd for borgen – hører til de største i Vesteuropa.

### Krenelering
Krenelering eller brystværn fandtes oftest oven på ringmure og toppen af portbygninger og bestod af flere elementer: Kreneleringen, skyttegange, machicoulis og skydeskår. Krenelering er den samlede betegnelse for vekslende kreneler (åbninger) og merloner (massive dele) på toppen af en mur. Skyttegange var trækonstruktioner, der stak ud fra muren og tillod forsvarerne at skyde på eller kaste genstande ned på angribere ved murens fod uden at skulle læne sig ud over kreneleringen og dermed udsætte sig selv for modangreb. Machicoulis var stenkonstruktioner, der stak ud fra muren med åbninger, hvorigennem man kunne kaste genstande ned på fjenden ved murens base på samme måde som med skyttegange.

### Skydeskår
Skydeskår var smalle lodrette åbninger i forsvarsmure, som gjorde det muligt at affyre pile eller armbrøstbolte mod angribere. De smalle åbninger skulle beskytte forsvareren ved at udgøre et meget lille mål, men åbningen kunne også hæmme forsvareren, hvis den var for smal. En mindre vandret åbning kunne tilføjes for at give bueskytten et bedre sigte. Nogle gange blev en udfaldsport inkluderet; denne kunne tillade garnisonen at forlade borgen og angribe belejrende styrker. Det var almindeligt, at latrinerne havde udløb ned ad borgens ydre mure og ud i den omkringliggende voldgrav.

### Poterne
En poterne er en sekundær dør eller port på et hemmelig sted, normalt i et forsvarsværk som en bymur.

### Storsal
Storsalen var et stort, dekoreret rum, hvor en herre tog imod sine gæster. Hallen repræsenterede herrens prestige, autoritet og rigdom. Begivenheder som fester, banketter, sociale eller ceremonielle sammenkomster, møder i militærrådet og retslige retssager blev afholdt i storsalen. Nogle gange eksisterede storsalen som en selvstændig bygning – i så fald blev den kaldt et hal-hus.

## Historie

### Forhistorie
Historikeren Charles Coulson udtaler, at ophobningen af rigdom og ressourcer, såsom mad, førte til behovet for forsvarsstrukturer. De tidligste befæstninger opstod i den frugtbare halvmåne, Indusdalen, Europa, Egypten og Kina, hvor bosættelser blev beskyttet af store mure. I Nordeuropa blev voldsteder eller bakkefæstninger først udviklet i bronzealderen, og de spredte sig derefter over hele Europa i jernalderen. Bakkefæstninger i Storbritannien anvendte typisk jordvolde snarere end sten som byggemateriale.
Mange jordvolde er bevaret, og nogle af dem bærer spor af palisader, der oprindeligt omgav voldgravene. I det centrale og vestlige Europa opstod oppida i 100-tallet f.v.t.; dette var tætbefolkede befæstede bosættelser, såsom Oppidum Manching. Nogle oppidum-mure blev opført i stor skala med brug af sten, træ, jern og jord i deres konstruktion. Romerne stødte på befæstede bosættelser såsom bakkefæstninger og oppida, da de udvidede deres territorium ind i Nordeuropa. Deres forsvar var ofte effektive og blev kun overvundet gennem omfattende brug af belejringsmaskiner og anden belejringskrig, som ved slaget ved Alesia. Romernes egne befæstninger (castra) varierede fra simple midlertidige jordvolde opført af hære på march, til mere avancerede permanente stenkonstruktioner, især milfortene langs Hadrians mur. Romerske forter var generelt rektangulære med afrundede hjørner – en form der mindede om et spillekort.
I middelalderen blev borge påvirket af tidligere former for elitens arkitektur, hvilket bidrog til regionale variationer. Selv om borge havde militære funktioner, så indeholdt de også en genkendelig husholdningsstruktur inden for murene, hvilket afspejlede bygningernes multifunktionelle brug.

### Oprindelse (800- og 900-tallet)
Borgens opståen i Europa er et komplekst emne, som har givet anledning til betydelig debat. Diskussioner har typisk tilskrevet borgens fremkomst som en reaktion på angreb fra ungarere, muslim og vikinger samt et behov for privat forsvar. Opløsningen af Det Carolingske Rige førte til privatisering af regeringsmagten, og lokale fyrster og herremænd påtog sig ansvaret for økonomi og retshåndhævelse. Dog er forbindelsen mellem urolige perioder og opførelsen af befæstninger ikke altid entydig. Nogle områder med høj borgtæthed lå i sikre regioner, mens visse grænseområder havde relativt få borge.
Det er sandsynligt, at borgen udviklede sig fra skikken med at befæste en herremands bolig. Den største trussel mod en herremands hjem eller hal var brand, da det som regel var en trækonstruktion. For at beskytte mod dette og andre trusler fandtes der flere muligheder: opføre jordværker omkring hjemmet for at holde fjender på afstand; bygge hallen i sten; eller hæve den op på en kunstig forhøjning, kaldet en motte, for at skabe en forhindring for angribere. Mens konceptet med volde, grave og stenmure som forsvarsforanstaltninger er ældgammelt, er opførelsen af en motte en middelalderlig opfindelse.
En indhegning med vold og grav var en simpel form for forsvar, og når den fandtes uden en tilknyttet motte, kaldes den en ringværk; hvis stedet var i brug i en længere periode, blev det nogle gange udskiftet med en mere kompleks struktur eller forbedret med tilføjelsen af en stenmur. At opføre hallen i sten gjorde den ikke nødvendigvis brandsikker, da den stadig havde vinduer og en trædør. Dette førte til, at man hævede vinduerne til anden sal – for at gøre det sværere at kaste genstande ind – og flyttede indgangen fra jordniveau til anden sal. Disse træk ses i mange bevarede keeps, som var en mere sofistikeret version af haller. Borge var ikke kun forsvarssteder, men styrkede også herrens kontrol over sine landområder. De tillod garnisonen at kontrollere det omkringliggende område, og fungerede som et administrativt centrum, hvor herremanden kunne holde hof.
At bygge en borg krævede nogle gange tilladelse fra kongen eller en anden højere myndighed. I 864 forbød kong Karl den Skaldede af Vestfranken opførelsen af castella uden hans tilladelse og beordrede dem alle ødelagt. Dette er måske den tidligste reference til borge, selvom militærhistorikeren R. Allen Brown påpeger, at ordet castella muligvis dækkede enhver form for befæstning på det tidspunkt.
I nogle lande havde monarken ringe kontrol over adelen eller ønskede opførelse af nye borge for at sikre landet og var derfor ligeglad med at give tilladelse – som det var tilfældet i England efter den normanniske erobring og i Det Hellige Land under korstogene. Schweiz er et ekstremt tilfælde uden statslig kontrol over, hvem der opførte borge, hvilket resulterede i, at der blev bygget 4.000 borge i landet. Der findes kun meget få borge, der med sikkerhed kan dateres til midten af 800-tallet. Château de Doué-la-Fontaine i Frankrig, som blev ombygget til en donjon omkring år 950, er den ældst bevarede borg i Europa.

### 1000-tallet
Fra omkring år 1000 og frem stiger antallet af henvisninger til borge i dokumenter som f.eks. chartre betydeligt. Historikere har fortolket dette som bevis for en pludselig stigning i antallet af borge i Europa på dette tidspunkt, hvilket er blevet understøttet af arkæologiske undersøgelser, hvor borgpladsers opførelsestidspunkt er blevet dateret via keramiske fund. Stigningen begyndte i Italien i 950’erne, hvor antallet af borge tre- til femdobledes hvert 50. år, mens væksten var langsommere i andre dele af Europa som Frankrig og Spanien. I 950 fandtes der 12 borge i Provence; i år 1000 var tallet steget til 30, og i 1030 lå det på over 100. Selvom stigningen i Spanien gik langsommere, oplevede området særligt i 1020’erne en vækst i antallet af borge, især i grænseområder mellem kristne og muslimske territorier.
På trods af den fælles periode, hvor borge blev fremtrædende i Europa, varierede deres form og udformning fra region til region. I begyndelsen af 1000-tallet var motte og keep – en kunstigt anlagt høj med palisade og tårn på toppen – den mest udbredte borgtype i Europa, med undtagelse af Skandinavien. Mens Storbritannien, Frankrig og Italien havde en tradition for trækonstruktion, der fortsatte i borgarkitekturen, brugte man i Spanien oftere sten eller lersten som hovedbyggemateriale.
Den muslimske invasion af Den Iberiske Halvø i 700-tallet introducerede en byggestil, udviklet i Nordafrika, der var baseret på tapial – småsten i cement – da træ var en mangelvare. Selvom stenkonstruktion senere blev almindelig i andre områder, var det fra 1000-tallet det primære byggemateriale for kristne borge i Spanien, mens træ stadig dominerede i det nordvestlige Europa.
Historikere har tolket den udbredte tilstedeværelse af borge i Europa i 1000- og 1100-tallet som tegn på, at krigsførelse var almindelig – ofte mellem lokale herremænd. Borge blev introduceret i England kort før den normanniske erobring i 1066. Før 1000-tallet var borge lige så sjældne i Danmark, som de havde været i England før normannerne kom. Indførelsen af borge i Danmark var et svar på angreb fra vendiske pirater og havde som regel karakter af kystforsvar. Motte-and-bailey-typen forblev den dominerende borgform i England, Wales og Irland langt ind i 1100-tallet. Samtidig blev borgarkitekturen på det europæiske fastland mere sofistikeret.
Donjonen eller keepet stod centralt i denne udvikling i 1100-tallets borgbyggeri. Centrale tårne blev almindelige og havde typisk en kvadratisk grundplan med mure, der var 3 til 4 meter tykke. Deres udsmykning efterlignede romansk arkitektur og inkluderede nogle gange dobbelte vinduer, som dem man så i kirkers klokketårne. Donjoner, som var borgens herskabsbolig, blev mere rummelige. Designet ændrede fokus fra funktionalitet til dekoration og skulle markere herremagt i landskabet. Dette førte nogle gange til, at forsvaret blev kompromitteret til fordel for pragt og udtryk.

### Innovation og videnskabeligt design (1100-tallet)
Indtil 1100-tallet fandtes stenborg og jord- og træfæstninger sideløbende, men mod slutningen af 1100-tallet begyndte antallet af nybyggede borge at falde. Dette er delvist blevet tilskrevet de højere omkostninger ved stenkonstruktioner samt jord- og trækonstruktioners forældelse, hvilket gjorde det mere fordelagtigt at bygge i det mere holdbare sten. Selvom de blev overgået af deres stenbyggede efterfølgere, var jord- og træborge langt fra ubrugelige. Det fremgår af den vedvarende vedligeholdelse af sådanne borge over lange perioder, nogle gange flere århundreder; Owain Glyndŵrs træborg i Sycharth var stadig i brug ved begyndelsen af 1400-tallet, selvom den stammede fra 1000-tallet, og den var da været vedligeholdt i fire århundreder.
Samtidig skete der ændringer i borgarkitekturen. Indtil slutningen af 1100-tallet havde borge generelt få tårne; en portbygning med få forsvarsforanstaltninger som skydeskår eller faldgitter; et stort keep eller donjon, som oftest var kvadratisk og uden skydeskår; og formen var typisk dikteret af terrænet (resultatet var ofte uregelmæssige eller kurvelineære strukturer). Designet af borge var ikke ensartet, men dette var karakteristika, man kunne finde i en typisk borg midt i 1100-tallet. Mod slutningen af 1100-tallet eller begyndelsen af 1200-tallet kunne man forvente, at nyopførte borge var polygonale i formen, med hjørnetårne der muliggjorde flankerende beskydning af murene. Tårnene stak ud fra murene og havde skydeskår på hver etage, så bueskytter kunne ramme fjender nær eller ved ringmuren.
Disse senere borge havde ikke altid et keep, muligvis fordi det mere komplekse samlede design gjorde byggeriet dyrere, og keep’et derfor blev ofret for at spare penge. De større tårne skabte plads til beboelse som kompensation for det mistede donjon. Hvor keeps fandtes, var de ikke længere kvadratiske, men polygonale eller cylindriske. Portbygningerne var kraftigere befæstet, og indgangen til borgen lå som regel mellem to halvrunde tårne, som var forbundet af en passage over porten – selvom der var stor variation i portenes og indgangenes udformning – og én eller flere portcullis.
Et særligt kendetegn ved muslimske borge på den Iberiske Halvø var brugen af fritstående tårne, kaldet albarranatårne, omkring ydermurene, som det kan ses ved Alcazaba af Badajoz. Disse tårne, sandsynligvis udviklet i 1100-tallet, leverede flankerende beskydning. De var forbundet med borgen via aftagelige træbroer, så hvis tårnene blev indtaget, havde fjenden ikke adgang til resten af borgen.
Når man skulle forklare denne ændring i kompleksitet og stil i borge, mente antikvarer, at svaret skulle findes i korstogene. Det forekom, at korsfarerne havde lært meget om befæstning gennem deres kampe mod saracenerne og deres kontakt med byzantinsk arkitektur. Der opstod legender som den om Lalys – en arkitekt fra Palæstina, som angiveligt rejste til Wales efter korstogene og i høj grad forbedrede borgene i den sydlige del af landet – og man antog, at store arkitekter som James af Saint George havde oprindelse i Østen. I midten af 1900-tallet blev denne opfattelse dog draget i tvivl. Legenderne blev afvist, og det blev bevist, at James af Saint George kom fra Saint-Georges-d'Espéranche i Frankrig. Hvis befæstningens innovationer virkelig stammede fra Østen, ville deres indflydelse formentlig kunne ses fra 1100 og frem, umiddelbart efter sejren i 1. korstog (1096–1099), og ikke først næsten 100 år senere. Rester af romerske strukturer stod stadig mange steder i Vesteuropa, nogle med flankerende runde tårne og porte mellem to sådanne tårne.
Borgbyggerne i Vesteuropa var opmærksomme på og påvirket af romersk design; sene romerske kystforter langs Englands "sakserkyst" blev genanvendt, og i Spanien imiterede muren omkring byen Ávila romersk arkitektur, da den blev bygget i 1091. Historikeren Smail argumenterede i værket Crusading warfare for, at man har overdrevet Østens indflydelse på Vesten, og at korsfarerne i 1100-tallet i realiteten lærte meget lidt om videnskabelig design fra byzantinske og saracenske forsvarsværker. En velplaceret borg, der udnyttede naturlige forsvar og havde stærke grave og mure, havde ikke brug for et videnskabeligt design. Et eksempel på denne tilgang er Al-Karak. Selvom der ikke indgik nogen videnskabelige elementer i dens udformning, var den næsten uindtagelig, og i 1187 valgte Saladin at belejre borgen og sulte garnisonen ud i stedet for at angribe direkte.
I slutningen af 1000- og 1100-tallet etablerede Johanniterordenen, Den Tyske Orden og Tempelridderne sig i det område, der i dag er sydlige centrale Tyrkiet, i det armenske kongerige Kilikien. Her opdagede de et omfattende netværk af sofistikerede fæstningsværker, som fik stor indflydelse på arkitekturen i korsfarerborge. De fleste af de armenske militære anlæg i Kilikien er kendetegnet ved: flere ringmure anlagt i uregelmæssige mønstre efter terrænets former; runde og især hesteskoformede tårne; fint tilhuggede, ofte rustikprægede kvadersten med indviklede støbte kerner; skjulte poterneporte og komplekse bøjede indgange med spalteformede machicolationer; skydeskår med embrasure; tønde-, spids- eller krydshvælvede rum under porte og kapeller; og cisterner med udformede afløb. Der fandtes ofte civile bosættelser i umiddelbar nærhed af disse befæstninger. Efter det første korstog grundlagde korsfarere, der ikke vendte hjem til Europa, de såkaldte Korsfarerstater: Fyrstendømmet Antiokia, Grevskabet Edessa, Kongeriget Jerusalem og Grevskabet Tripoli. De borge, de opførte for at sikre deres områder, blev for det meste designet af syriske bygmestre. Designet mindede meget om et romersk fort eller et byzantinsk tetrapyrgion, som var kvadratiske i grundplan og havde kvadratiske hjørnetårne, som ikke stak nævneværdigt ud over ringmuren. Keeps i disse korsfarerborge havde typisk kvadratisk grundplan og var generelt uden udsmykning.
Selvom borge blev brugt til at kontrollere områder og hærenes bevægelser, blev nogle nøglepositioner i Det Hellige Land ikke befæstet. Borgarkitekturen i Østen blev mere kompleks i slutningen af 1100- og begyndelsen af 1200-tallet efter dødvandet i Det Tredje Korstog (1189–1192). Både kristne og muslimer opførte fæstninger, men deres karakter var forskellig. Saphadin, saracenernes hersker i 1200-tallet, opførte strukturer med store rektangulære tårne, som fik stor indflydelse på muslimsk arkitektur og blev gentaget igen og igen – dog uden at have nævneværdig indflydelse på korsfarerborgenes design.

### 1200- til 1400-tallet
I begyndelsen af 1200-tallet blev korsfarerborge for det meste opført af militærordener som Johanniterordenen, Tempelridderne og Den Tyske Orden. Disse ordener stod bag grundlæggelsen af steder som Krak des Chevaliers, Margat og Belvoir. Designet varierede ikke kun mellem ordenerne, men også fra borg til borg, selvom det var almindeligt for borge grundlagt i denne periode at have koncentriske forsvarsværker.
Konceptet, som stammer fra borge som Krak des Chevaliers, gik ud på at fjerne afhængigheden af et stærkt centralt punkt og i stedet fokusere på forsvaret af ringmurene. Der var flere lag af forsvarsmure, den ene inden i den anden, hvor den indre mur var højere end den ydre, så dens udsigt og skydemuligheder ikke blev blokeret. Hvis angribere trængte igennem første forsvarslinje, ville de blive fanget i dødzonen mellem den indre og ydre mur og skulle derefter angribe den næste mur.
Koncentriske borge blev bredt kopieret i Europa, for eksempel da Edward 1. af England – som selv havde været på korstog – byggede borge i Wales i slutningen af 1200-tallet efter hans erobring af området. Fire af de otte borge, han grundlagde, havde koncentrisk design. Ikke alle træk fra 1200-tallets korsfarerborge blev efterlignet i Europa. For eksempel var det almindeligt i korsfarerborge at have hovedporten i siden af et tårn og lade passagen dreje to gange, hvilket forlængede den tid det tog at nå ind i borgens indre. Det er sjældent at finde en sådan inddirekte indgang i Europa.
En af konsekvenserne af de Liviske korstog i Østersøområdet var introduktionen af befæstninger i sten og mursten. Selvom der fandtes hundreder af træborge i Preussen og Livland, var brugen af murværk og mørtel ukendt i regionen før korsfarernes ankomst. Indtil 1200-tallet og begyndelsen af 1300-tallet var designet heterogent, men i denne periode opstod en standardplan i regionen: en kvadratisk plan med fire fløje omkring en central gårdsplads. Det var almindeligt for borge i Østen at have skydeskår i ringmuren på flere niveauer; samtidige bygherrer i Europa var tilbageholdende med dette, da de mente det svækkede muren. Skydeskår svækkede dog ikke muren, men de blev først udbredt i Europa i forbindelse med Edward 1.’s borgbygningsprogram.
Korstogene førte også til, at machicouliser (eller machicolationer) blev introduceret i vestlig arkitektur. Indtil 1200-tallet var tårntoppe typisk omgivet af trægalerier, som tillod forsvarere at kaste genstande ned på angribere. Selvom machicolationer tjente samme formål, var de sandsynligvis en østlig opfindelse snarere end en videreudvikling af træformen. Machicolationer blev brugt i Østen længe før korsfarernes ankomst, måske allerede i første halvdel af 700-tallet i Syrien.
Den største periode for borgbyggeri i Spanien var i 1000- til 1200-tallet, og borgene fandtes især i grænseområderne mellem kristne og muslimske landområder. Konflikt og interaktion mellem de to grupper førte til en udveksling af arkitektoniske idéer, og kristne spaniere tog brugen af fritstående tårne til sig. Den spanske Reconquista, hvor muslimerne blev drevet ud af den Iberiske Halvø, blev afsluttet i 1492.
Selvom Frankrig ofte beskrives som "middelalderarkitekturens hjemland", var englænderne førende inden for borgarkitektur i 1100-tallet. Den franske historiker François Gebelin skrev: "Den store genopblomstring i militær arkitektur blev ledet, som man naturligt kunne forvente, af tidens magtfulde konger og fyrster; af Vilhelm Erobrerens sønner og deres efterkommere, Huset Plantagenet, da de blev hertuger af Normandiet. Det var disse mænd, som byggede alle de mest typiske tolvhundredetals befæstede borge, som stadig står i dag." På trods af dette begyndte borgbyggeri i England og Wales at blive mindre i begyndelsen af 1400-tallet. De nye borge var generelt lettere i konstruktionen end tidligere og introducerede få nyskabelser, selvom stærke anlæg stadig blev opført, såsom Raglan i Wales. Samtidig kom fransk borgarkitektur i forgrunden og førte an inden for middelalderlige befæstninger. Rundt om i Europa – især i Baltikum, Tyskland og Skotland – blev der bygget borge langt ind i 1500-tallet.

### Udbredelse af krudt
Artilleri drevet af krudt blev introduceret i Europa i 1320'erne og spredte sig hurtigt. Håndskydevåben, som i starten var upålidelige og upræcise, blev først registreret i 1380'erne. Borge blev tilpasset, så små artilleristykker – med en gennemsnitlig vægt mellem 19,6 22 kg – kunne affyres fra tårne. Disse våben var for tunge til at en mand kunne bære og affyre dem alene, men hvis han støttede kolben og hvilede løbet på kanten af skydeporten, kunne han affyre våbnet. Skydeportene udviklet i denne periode viser et unikt træk, nemlig en vandret træbjælke over åbningen. En krog eller hage på våbnets ende kunne hægtes fast til bjælken, så skytten ikke skulle absorbere hele rekylet. Denne tilpasning findes over hele Europa, og selvom træet sjældent overlever, findes et intakt eksempel på Doornenburg Slot i Holland. Skydeportene var nøglehulsformede, med et rundt hul i bunden til våbnet og en smal slids foroven til at sigte gennem.
Denne form er meget almindelig i borge tilpasset brug af skydevåben, og findes i Egypten, Italien, Skotland, Spanien og andre steder imellem. Andre typer skydeporte, selvom de var mindre almindelige, omfattede vandrette slidser – som kun tillod sideværts bevægelse – og store firkantede åbninger, der tillod større bevægelighed. Brugen af skydevåben til forsvar førte til opførelsen af artilleriborge, som for eksempel Château de Ham i Frankrig. Forsvar mod skydevåben blev først udviklet på et senere tidspunkt. Ham er et eksempel på tendensen til, at nye borge undlod tidligere elementer som machicolationer, høje tårne og kreneleringer.
Større kanoner blev udviklet og blev i 1400-tallet et alternativ til belejringsmaskiner som blider. Fordelene ved store kanoner i forhold til blider – som var den mest effektive belejringsmaskine i middelalderen før krudtets fremkomst – var større rækkevidde og slagkraft. Ofte også større mobilitet. For at gøre dem mere effektive blev kanonerne gjort stadig større, hvilket dog begrænsede deres mulighed for at nå frem til afsidesliggende borge. I 1450'erne var kanoner det foretrukne belejringsvåben, og deres effektivitet blev demonstreret af Mehmed 2. ved Konstantinopels fald.
Svaret på de mere effektive kanoner var at bygge tykkere mure og at foretrække runde tårne, da buede sider var mere tilbøjelige til at afbøje projektiler end flade overflader. Mens dette var tilstrækkeligt for nye borge, måtte eksisterende strukturer finde måder at modstå kanonbeskydning. En jordvold kunne opføres bag borgens ringmur for at absorbere noget af stødet ved nedslag.
Ofte var borge opført før krudtets tid ude af stand til at bruge skydevåben, da brystværnene var for smalle. En løsning var at rive toppen af et tårn ned og fylde den nedre del med murbrokker for at skabe en platform, hvorfra man kunne affyre kanoner. At sænke forsvaret på denne måde gjorde det dog lettere for fjender at klatre op med stiger. Et mere populært alternativt forsvar, som undgik at skade borgen, var at etablere forværker uden for borgens egne mure. Disse kunne bygges af jord eller sten og blev brugt til at opstille våben.

### Bastioner og stjerneforter (1500-tallet)
Omkring år 1500 blev innovationen af den skråtstillede bastion udviklet i Italien. Med udviklinger som denne banede Italien vejen for permanente artillerifæstninger, som overtog borgenes defensive rolle. Herfra udviklede stjernefæstninger sig, også kendt som trace italienne. Eliten, der stod for borgbyggeri, måtte vælge mellem den nye type, der kunne modstå kanonild, og den tidligere, mere udsmykkede stil. Den første var grim og ukomfortabel, mens den anden var mindre sikker, men tilbød større æstetisk appel og værdi som statussymbol. Det andet valg blev mere populært, da det stod klart, at der var ringe formål i at forsøge at gøre borgen virkelig forsvarlig mod kanonild. Af forskellige grunde – ikke mindst fordi mange borge ikke har nogen nedskrevet historie – findes der ikke noget præcist antal for, hvor mange borge der blev bygget i middelalderen. Det er dog blevet anslået, at der blev bygget mellem 75.000 og 100.000 i Vesteuropa; heraf omkring 1.700 i England og Wales og omkring 14.000 i tysktalende områder.
Nogle egentlige borge blev bygget i Amerika af de spanske og franske kolonier. Den første fase af spansk fæstningsbyggeri er blevet kaldt "borgperioden", som varede fra 1492 til slutningen af 1500-tallet. Med start i Fortaleza Ozama var "disse borge var grundlæggende europæiske middelalderborge overført til Amerika". Blandt andre forsvarsstrukturer (inklusive forter og citadeller) blev der også bygget borge i Ny Frankrig mod slutningen af 1600-tallet. I Montreal var artilleriet ikke så udviklet som på Europas slagmarker, og nogle af regionens yderforter blev bygget som de befæstede herregårde i Frankrig. Fort Longueuil, bygget fra 1695 til 1698 af en baronfamilie, er blevet beskrevet som "det mest middelalderligt udseende fort bygget i Canada". Herregården og staldene lå inden for en befæstet gård med et højt rundt tårn i hvert hjørne. Det "mest substantielle borglignende fort" nær Montréal var Fort Senneville, bygget i 1692 med firkantede tårne forbundet af tykke stenmure samt en befæstet vindmølle. Stenforter som disse fungerede både som forsvarsboliger og imponerende strukturer til at afskrække irokeser-angreb.
Selvom borgbyggeri aftog mod slutningen af 1500-tallet, gik borge ikke nødvendigvis ud af brug. Nogle bevarede en rolle i lokal forvaltning og blev til domhuse, mens andre stadig nedarves i adelige familier som arvelige sæder. Et særligt berømt eksempel er Windsor Castle i England, der blev grundlagt i 1000-tallet og stadig er residens for den britiske monark. I andre tilfælde havde de stadig en forsvarsrolle. Beboelsestårne, som er nært beslægtede med borge og inkluderer peel-tårne, var forsvarstårne, der fungerede som permanente boliger bygget i 1300- til 1600-tallet. Især almindelige i Irland og Skotland kunne de være op til fem etager høje og afløste de gængse ringmursborge. De blev bygget af en bredere social gruppe. Selvom de næppe tilbød samme beskyttelse som en mere kompleks borg, gav de sikkerhed mod røverbander og andre mindre trusler.

### Senere anvendelse og genopblomstring
Ifølge arkæologerne Oliver Creighton og Robert Higham var "de store landhuse fra 1600- til 1900-tallet, socialt set, datidens borge". Selvom der var en tendens til, at eliten flyttede fra borge til landhuse i 1600-tallet, var borge ikke helt uden værdi. I senere konflikter, såsom Den Engelske Borgerkrig (1641–1651), blev mange borge genbefæstet, men senere ødelagt for at forhindre, at de kunne bruges igen. Nogle landejendomme, som ikke var beregnet til at være befæstede, blev givet et borglignende udseende for at skræmme potentielle angribere, for eksempel ved at tilføje små tårne og bruge små vinduer. Et eksempel på dette er Bubaqra Castle i Bubaqra, Malta, fra 1500-tallet som blev modificeret i 1700-tallet.
Genoplivning eller efterligning af borge blev populære som en manifestation af en romantisk interesse i middelalderen og "riddertidens" idealer, og som en del af den bredere gotiske genoplivning inden for arkitektur. Eksempler på disse borge inkluderer Chapultepec i Mexico, Neuschwanstein i Tyskland, og Edwin Lutyens' Castle Drogo opført i 1911–1930 i Devon, England – den sidste rest af denne bevægelse i de britiske øer. Mens kirker og katedraler i gotisk stil kunne efterligne middelalderlige eksempler trofast, adskilte nye landhuse bygget i "borgstil" sig internt fra deres middelalderlige forgængere. Dette skyldtes, at en trofast kopi af middelalderligt design ville have efterladt husene kolde og mørke efter datidens standarder.
Artificial ruins, bygget for at ligne rester af historiske bygningsværker, var også karakteristiske for perioden. De blev normalt opført som midtpunkter i aristokratiske, planlagte landskaber. Follies var lignende konstruktioner, selvom de adskilte sig fra kunstige ruiner ved, at de ikke var en del af et planlagt landskab, men snarere syntes at mangle en klar funktion. Begge typer trak på elementer fra borgarkitektur, såsom skydeskår og tårne, men havde ingen militær funktion og var udelukkende til udstilling. Legetøjsborge er også almindelig ting på mange legepladser og forlystelsesparker, som eksempelvis borgen i Playmobil FunPark i Ħal Far, Malta.